# Stíny spravedlnosti
Stíny spravedlnosti je americký právnický dramatický televizní seriál, jehož tvůrcem je David Elliot. Hlavní role hrají  Rachelle Lefevre, Russell Hornsby, Nikki M. James, Vincent Kartheiser, Riley Smith, Kelsey Grammer a Clare O'Connor. První řada měla premiéru dne 15. února 2019 na stanici Fox. Stanice zrušila seriál dne 11. května 2019, po odvysílání první řady.

## Obsazení

### Hlavní role
- Rachelle Lefevre jako Madelina Scott
- Russell Hornsby jako Ezekiel „Easy“ Boudreau
- Nikki M. James jako Violet Bell
- Vincent Kartheiser jako Bodie Quick
- Riley Smith jako Levi Scott
- Kelsey Grammer jako Gore Bellows
- Clare O'Connor jako malá Madelina Scott

### Vedlejší role
- Elaine Hendrix jako Susan Andrews
- Laurie Holden jako Greta Bellows
- Caitlin Mehner jako Heather Husband
- Tembi Locke jako Vanessa Dale
- Tiffany Dupont jako Nikki Russo
- Catherine Lidstone jako Isabel Sanchez
- Candice Coke jako Wren

## Seznam dílů
| Č. v seriálu | Č. v řadě | Původní název                        | Režie                 | Scénář                             | Premiéra v USA  |
| ------------ | --------- | ------------------------------------ | --------------------- | ---------------------------------- | --------------- |
| 1            | 1         | Pilot                                | Patricia Riggen       | David Elliot                       | 15. února 2019  |
| 2            | 2         | The Burden of Truth                  | Howie Deutch          | Danny Strong a Adam Armus          | 22. února 2019  |
| 3            | 3         | A Minor Confession                   | Elodie Keene          | Wendy West                         | 1. března 2019  |
| 4            | 4         | The Shame Game                       | Howie Deutch          | Danny Strong                       | 8. března 2019  |
| 5            | 5         | Cross to Bear                        | Mario van Peebles     | Stacy A. Littlejohn                | 15. března 2019 |
| 6            | 6         | A Cinderhella Story                  | Rashaad Ernesto Green | Adam Armus a David Elliot          | 22. března 2019 |
| 7            | 7         | Living and Dying in East Cleveland   | Sharat Raju           | Tina Mabry                         | 29. března 2019 |
| 8            | 8         | The Struggle for Stonewall           | Danny Strong          | Danny Strong a Tesia Walker        | 5. dubna 2019   |
| 9            | 9         | Acceptable Losses                    | Anna Mastro           | William N. Fordes a Rachel Borders | 12. dubna 2019  |
| 10           | 10        | SEAL Team Deep Six                   | Elonie Keene          | Aaron Carew                        | 19. dubna 2019  |
| 11           | 11        | Shaken                               | Jon Amiel             | Terri Kopp a Adam Scott Weissman   | 26. dubna 2019  |
| 12           | 12        | In Defense of Madeline Scott, Part 1 | Jennifer Phang        | Stacy A. Littlejohn a David Elliot | 3. května 2019  |
| 13           | 13        | In Defense of Madeline Scott, Part 2 | Howie Deutch          | Adam Armus                         | 10. května 2019 |

## Produkce
Dne 4. srpna 2017 stanice Fox oznámila produkci seriálu s názvem Infamy. Scénář k pilotnímu dílu napsal David Elliot, který je spolu s Dannym Strongem a Stacy Greenberg výkonným producentem. Do produkce pilotního dílu byly zapojené společnosti Danny Strong Productions a 20th Century Fox Television.  Dne 1. února 2018 stanice Fox objednala natočení pilotního dílu. Dne 9. května 2018 byla oznámena produkce celé řady seriálu s novým názvem Proven Innocent. O několik dní později bylo oznámeno, že seriál bude mít premiéru na jaře roku 2019. Dne 29. října 2018 bylo oznámeno, že premiéra bude 15. února 2019. Stanice zrušila seriál dne 11. května 2019, po odvysílání první řady.

### Casting
Dne 21. února 2018 bylo oznámeno, že Russell Hornsby byl obsazen do hlavní mužské role. V březnu roku 2018 bylo uvedeno, že Rachelle Lefevre, Vincent Kartheiser, Riley Smith, Brian d'Arcy James, Clare O'Connor a Nikki M. James se připojili k obsazení seriálu v hlavních rolích. Dne 1. června 2018 bylo oznámeno, že Kelsey Grammer nahradil d'Arcy Jamese v roli Gorea Bellowse (dříve Cole Bellows).  V září 2018 bylo oznámeno, že Elaine Hendrixová a Laurie Holdenová byly obsazeny do vedlejších rolích. V říjnu roku 2018 bylo oznámeno, že Caitlin Mehner, Tembi Locke, Tiffany Dupont a Catherine Lidston se také připojily k obsazení ve vedlejších rolích. Dne 1. listopadu 2018 bylo uvedeno, že Candice Coke byla obsazena do vedlejší role.  

## Vydání
Dne 14. května 2018 stanice Fox vydala první trailer.